# Leica R5
Le Leica R5 est un appareil photographique reflex mono-objectif fabriqué par Leica de 1986 à 1991.
C'est le premier boîtier Leica disposant de la mesure TTL au flash.